# United Soccer League II
|  | No s'ha de confondre amb United Soccer League I. |

La United Soccer League (USL), anteriorment United Soccer Leagues, és una associació de futbol que organitza diverses lligues per clubs dels Estats Units i el Canadà, tant masculines com femenines, indoor i outdoor, amateurs i professionals.
Està directament afiliada a la United States Soccer Federation, la United States Adult Soccer Association i la Canadian Soccer Association. Té la seu a Tampa.
A data de 2018 les principals categories són:
- USL Championship
- USL League One
- USL League Two

## Història
- 1986 Creació com a Southwest Indoor Soccer League.[2]
- 1989 Creació de la Southwest Outdoor Soccer League, més tard Southwest Independent Soccer League.
- 1990 Esdevé Sunbelt Independent Soccer League.
- 1991 Esdevé United States Interregional Soccer League.
- 1995 Esdevé United States International Soccer League.
- 1995 Esdevé United Systems of Independent Soccer Leagues (USISL).
- 1995 Es crea la lliga femenina USL W-League.
- 1997 Hi ingressa la A-League com a segona divisió nacional.
- 1999 Esdevé United Soccer Leagues.
- 2009 Alguns clubs se separen formant la North American Soccer League II.[3][4]
- 2015 Esdevé United Soccer League.